# Orchesia cultriformis
Orchesia cultriformis is een keversoort uit de familie zwamspartelkevers (Melandryidae). De wetenschappelijke naam van de soort werd in 1966 gepubliceerd door Laliberte.